# هاینتس لیندنر
هاینتس لیندنر (آلمانی: Heinz Lindner؛ زادهٔ ۱۷ ژوئیهٔ ۱۹۹۰) یک بازیکن فوتبال اهل اتریش است.
از باشگاه‌هایی که در آن بازی کرده‌است می‌توان به باشگاه فوتبال آستریا وین، باشگاه فوتبال اینتراخت فرانکفورت و تیم ملی فوتبال اتریش اشاره کرد.